# Teresa Olivera
María Teresa Olivera Alemán (10 aprile 1952) è un'ex cestista cubana.

## Carriera
Con Cuba ha disputato i Campionati del mondo del 1971 e i Giochi panamericani di Cali 1971.